# Omari-Kultur
Die Omari-Kultur ist die moderne Bezeichnung einer neolithischen Kultur in Unterägypten, die von etwa 4600 bis 4400 v. Chr. bestand.

## Fundorte
Die Kultur ist hauptsächlich von einer Reihe von Fundorten nahe bei Kairo bekannt, obwohl sie auch an anderen Orten durch vereinzelte Funde belegt ist. Die Omari-Kultur wurde 1924 bei Kairo von Amin El-Omari entdeckt; nach ihm sind die Kultur und auch der Fundort benannt. Bovier-La pierre grub den Ort 1925 aus. Später gab es weitere Grabungen in dieser Gegend.

## Funde
Von den eigentlichen Siedlungen war nur noch wenig erhalten. Es fanden sich meist nur noch Gruben und Pfostenlöcher der Häuser. In diesen Gruben wurden die meisten Objekte gefunden. Innerhalb der Siedlung fanden sich auch zahlreiche Bestattungen, wobei die Toten meist mit dem Kopf nach Süden bestattet wurden. Es gab nur wenige Beigaben. Ein einzelner Topf ist die Regel. Die Gräber unterscheiden sich kaum in Ausstattung und Größe und lassen auf eine geringe soziale Differenzierung schließen.

## Schlussfolgerungen
Die Keramik der Omari-Kultur ist simpel, undekoriert und besteht aus lokalem Ton. Werkzeuge bestanden aus Stein. Metall war noch nicht bekannt. Es fanden sich Reste von Leinen, das also schon bekannt war.
Die Omari-Leute waren wohl Bauern. Emmer und Weizen wurden angebaut. Schweine, Rinder, Schafe und Ziegen sind gehalten worden. Nilpferdknochen deuten an, dass diese Tiere gejagt und verzehrt wurden. Fische wurden auch verspeist.